# Konyschowski rajon
Der Rajon Konyschowka oder Konyschowski Rajon ist eine Verwaltungseinheit in der russischen Oblast Kursk.
Der Verwaltungssitz des Rajons ist Konyschowka.

## Geografie
Der Rajon grenzt an die Rajons Dmitrijew, Chomutowka, Lgow, Kurtschatow und Fatesch.

### Flüsse
Das Rajongebiet wird von den Flüssen (im Einzugsgebiet der Desna) Swapa, Plotawka, Prut, Belitschka, Bablja, Umatscha, Schigajewka, Kotlewka und Ruda durchflossen.

### Klima
In diesem Rajon ist das Klima kalt und gemäßigt. Es gibt während des Jahres eine erhebliche Menge an Niederschlägen. Dfb lautet die Klassifikation des Klimas nach Köppen und Geiger.

## Geschichte
Der Rajon Konyschowka wurde am 30. Juli 1928 als Okrug Lgow gebildet. Im Jahr 1934 wurde er Teil der neu gebildeten Oblast Kursk.

## Kommunale Selbstverwaltung
Auf dem Territorium des Rajons Konyschowka bestehen 1 Stadt- und 9 Landgemeinden (Dorfsowjets).

### Stadtgemeinden
| Name                                  | Verwaltungssitz | Anzahl der Orte | Einwohner (2010) | Fläche [km²] |
| ------------------------------------- | --------------- | --------------- | ---------------- | ------------ |
| Siedlung städtischen Typs Konyschowka | Konyschowka     | 1               | 3478             | 7,00         |

### Landgemeinden (Dorfsowjets)
| Name            | Verwaltungssitz  | Anzahl der Orte | Einwohner (2010) | Fläche [km²] |
| --------------- | ---------------- | --------------- | ---------------- | ------------ |
| Beljajewski     | Beljajewo        | 09              | 0603             | 127,22       |
| Malogorodkowski | Maloje Gorodkowo | 14              | 0472             | 118,48       |
| Maschkinski     | Maschkino        | 11              | 0395             | 129,14       |
| Naumowski       | Naumowka         | 13              | 0507             | 142,32       |
| Platawski       | Kaschara         | 11              | 0853             | 150,57       |
| Prilepski       | Prilepy          | 08              | 1095             | 105,88       |
| Sacharkowski    | Sacharkowo       | 07              | 0324             | 114,57       |
| Starobelizki    | Staraja Beliza   | 08              | 0476             | 082,42       |
| Wablinski       | Wablja           | 08              | 0541             | 157,21       |

## Einwohnerentwicklung
| Jahr | Einwohner |
| ---- | --------- |
| 2002 | 15.155    |
| 2003 | 15.700    |
| 2004 | 14.600    |
| 2007 | 12.474    |
| 2009 | 12.035    |
| 2010 | 10.594    |
| 2011 | 10.515    |
| 2012 | 10.025    |
| 2013 | 09.637    |
| 2014 | 09.287    |
| 2015 | 09.034    |
| 2016 | 08.848    |
| 2017 | 08.744    |
| 2018 | 08.525    |